# 普濟爾基 (卡扎京區)
49°49′32″N 28°46′27″E / 49.82556°N 28.77417°E
普濟爾基（烏克蘭語：Пузирки），是烏克蘭的村落，位於該國西南部文尼察州，由赫米利尼克區負責管轄，始建於1670年，面積0.97平方公里，海拔高度255米，2001年人口391，人口密度每平方公里403.09人。